# Pescadito de Arriba
Pescadito de Arriba är en ort i Mexiko.   Den ligger i kommunen San Miguel Soyaltepec och delstaten Oaxaca, i den sydöstra delen av landet, 300 km sydost om huvudstaden Mexico City. Pescadito de Arriba ligger 82 meter över havet och antalet invånare är 385.
Terrängen runt Pescadito de Arriba är platt åt sydväst, men åt nordost är den kuperad. Runt Pescadito de Arriba är det ganska glesbefolkat, med 39 invånare per kvadratkilometer. Närmaste större samhälle är Isla Soyaltepec, 10,7 km nordväst om Pescadito de Arriba. Omgivningarna runt Pescadito de Arriba är en mosaik av jordbruksmark och naturlig växtlighet.